# Machlandradweg
Der Machlandradweg (auch Machlandweg) ist ein etwa 20 Kilometer langer oberösterreichischer Radwanderweg, der als Alternativroute zum Donauradweg durch das Machland führt.

## Beschreibung
Der mit der Kurzbezeichnung des oberösterreichischen Radwegnetzes R29 beschilderte Radweg zweigt in Au an der Donau vom Donauradweg (R1) ab, führt zunächst durch den Markt Naarn im Machlande und durchquert anschließend das Schulzentrum der Stadt Perg. Alternativ dazu kann auch eine Variante gewählt werden, die quer durch die Südstadt und beim ASKÖ Sportplatz über die Naarn führt.
Bei der Heubrücke in der Ortschaft Kickenau treffen die beiden Routen wieder aufeinander und der Radweg folgt der Naarn Richtung Mitterkirchen im Machland, wo er kurz nach dem Keltendorf Mitterkirchen einige Kilometer östlich des Kraftwerks Wallsee-Mitterkirchen wieder in den Donauradweg mündet.
Insgesamt wird der Radweg, der fast ausschließlich über wenig befahrene Asphaltstrecken führt, als leicht und für Familien mit Kindern geeignet beschrieben.